# 香嶋優貴
香嶋 優貴（かしま ゆうき、1986年8月21日 - ）は、東京都新宿区出身の日本の歌手。
ムード歌謡グループ「ロス・インディオス」の新メンバーであり、最年少メンバーでもある。
本名は中部 優貴（なかべ ゆうき)。

## 親族
祖父はマルハ（現・マルハニチロ）元会長、プロ野球球団・横浜ベイスターズ元オーナーの中部慶次郎。伯父は大東通商代表取締役社長兼マルハニチロ社外取締役の中部由郎。

## 来歴

### 生い立ち
幼少期より歌や楽器など音楽全般を好み、中学からは吹奏楽部に入部。ユーフォニアムやパーカッションをはじめ、高校からはクラリネットを担当。他にもフルートやトランペットを演奏できるという。
卒業した聖学院高等学校（東京都）は、プロテスタント系のミッションスクール。吹奏楽と同時に聖歌隊（音楽部）にも所属。学校内外のイベントには積極的に参加していたそう。
その後、玉川大学芸術学部パフォーミング・アーツ学科に入学。声楽を専攻し、副科でピアノを学ぶ。2009年卒業。

### グループ加入
2023年（令和5年）ロス・インディオス元リーダーの棚橋静雄が高齢を理由に引退。棚橋の「ロス・インディオスの名前と楽曲を後世に残したい」との意思を受け、一般社団法人日本歌手協会の協力のもと、新リーダーの東郷太郎を中心にロス・インディオスは新メンバーを公募した。そこで、選ばれたのが、香嶋優貴である。香嶋は同協会主催の第50回歌謡祭（2023年10月27日）にて、初お披露目される。よって同日が香嶋優貴のデビュー日となる。
なお、元リーダーの棚橋は、新メンバーに香嶋が正式決定した翌日の2023年9月19日、埼玉県戸田市の病院にて多臓器不全により逝去した。日本歌手協会会長の田辺靖雄は「まるで後継者を決めて旅立ったかのよう」とコメントした。